# Контрерас, Пабло
Па́бло Андре́с Контре́рас Фи́ка (исп. Pablo Andrés Contreras Fica; 11 сентября 1978, Сантьяго) — чилийский футболист, защитник. Выступал в сборной Чили.

## Карьера
Профессиональную карьеру Контрерас начал в клубе «Коло-Коло», за который отыграл 3 года. В 1999 году он переехал в Европу, перейдя во французский «Монако», при этом он имел итальянский паспорт и не считался легионером в Евросоюзе, однако вскоре выяснилось, что этот паспорт фальшивый и Контрерас был отдан в аренду аргентинскому «Расингу». В 2001 году Контрерас вновь приезжает в Европу, перейдя в испанскую «Сельту», за которую играл до 2007 года, проведя первые два сезона пребывания в ней в аренде в клубах «Осасуна» и «Спортинг». За время выступления за «Сельту» Контрерас получил, на этот раз настоящий паспорт гражданина Евросоюза, став гражданином Испании. В 2008 году он провёл пол сезона в португальской «Браге», а с июня 2008 года Контрерас выступал за ПАОК.
По окончании сезона 2013/14 объявил о завершении карьеры футболиста.
В национальной сборной Пабло Контрерас дебютировал 17 февраля 1999 года в матче со сборной Гватемалы, на сегодняшний день он провёл за сборную 66 матчей, забив в них 2 гола. Контрерас был включён в заявку сборной Чили на чемпионат мира 2010.

## Достижения
- Чемпион Чили (2): Кл. 1997, 1998
- Обладатель Кубка Чили: 1995/96
- Чемпион Франции: 1999/2000
- Обладатель Суперкубка Франции: 2000
- Бронзовый призёр Олимпийских игр: 2000
- Чемпион Греции: 2012/13
- Обладатель Кубка Греции: 2013